# Petit Sory
Petit Sory (Conakri, África Occidental Francesa, 30 de noviembre de 1944) es un exfutbolista de Guinea que jugaba en la posición de extremo.

## Carrera

### Club
Jugó toda su carrera con el Hafia FC de 1965 a 1981, equipo con el que fue 12 veces campeón nacional y ganó la Copa Africana de Clubes Campeones en tres ocasiones.

### Selección nacional
Jugó para Guinea en 36 ocasiones de 1967 a 1977 y anotó 12 goles; participó en los Juegos Olímpicos de México 1968 y en dos ediciones de la Copa Africana de Naciones.

## Logros

### Club
- Campeonato Nacional de Guinea (12): 1966, 1967, 1968, 1971, 1972, 1973, 1974, 1975, 1976, 1977, 1978, 1979
- Copa Africana de Clubes Campeones (3): 1972, 1975, 1977

### Individual
- Equipo Ideal de la Copa Africana de Naciones 1976.